# Pietro Guglielmo di Luserna
Pietro Guglielmo di Luserna, in occitano Peire Guilhem de Luserna (fl. XIII-XIV secolo), è stato un trovatore piemontese.
L'identità italiana di Peire è stata oggetto di discussione fin dal XIX secolo. "Luserna" molto probabilmente si riferisce a Luserna, nel Piemonte, ricca e popolosa al tempo di Peire, una città sulla riva destra del Pellice situata sulla strada che percorre internamente i territori occitanofoni del Viennois e del Delfinato. D'altra parte, potrebbe essere Lusarne (Luserna in italiano) nella valle del Leberon, nella Provenza, sulla strada tra Reillane nelle Basses-Alpes e Bastide-des-Jourdans. 
Peire si trovava alla corte d'Este all'inizio del 1221, durante il governo di Azzo VII, marito di Giovanna, oggetto di una delle canzoni di Peire. Ancor prima di arrivare a Ferrara, Peire si trovava probabilmente alla corte di Manfredo III di Saluzzo. Nel 1220 Aimeric de Peguilhan, allora alla corte dei Malaspina, lo menziona in una poesia — Ni un autre tirador / qu'eu no vuoill dir de Luserna— inserendolo in un quintetto di poeti occitani di Saluzzo: Peire, Percivalle Doria, Nicoletto da Torino, Chantarel e Trufarel, tutti disprezzati da Aimeric (che ne temeva anche la competizione). 
Durante l'ottavo conflitto tra l'imperatore Federico II e Milano, Peire scrive En aquest gai sonet leuger ("In questa leggera, allegra canzone"), poesia dedicata a Giovanna:
Questa canzone può essere grosso modo datata. Federico era in contrasto con Milano nel 1225–1227 e nel 1230–1233 ma, poco dopo il 2 marzo 1226, quando la lega lombarda si rinnova è il momento più probabile per una plausibile datazione. 
Peire scrive in difesa di Cunizza da Romano nella forma di una tenzone con Uc de Saint Circ (Qi na Cuniça guerreia, "Chi combatte per La Signora Cunizza"), un cobla esparsa che inizia con il verso Be.s met en gran aventura ("Ben si mette a grande rischio"), una canso religiosa per la Vergine Maria (Ai, Vergena, en cui ai m'entendenza!, "Ah, Vergine, a cui si volge il mio pensiero!"), e una canzone d'amore generica, No.m fai chantar amors ni drudaria ("Cantar non mi fa amor né ardimento").